# Ana Daniel
Ana Daniel (Lisboa, 19 de mayo de 1928 – Sintra, 30 de noviembre de 2011), seudónimo de Maria de Lourdes d’Oliveira Canellas da Assunção Sousa, fue una poetisa portuguesa.

## Biografía
Nació en 1928, en la parroquia de Santa Isabel, Lisboa. Junto a otros cuatro hermanos, fue hija de Mário Canellas y de Maria Eugenia d’Oliveira Canellas. Casada con Fernando Sousa d'Asunción. En 1950 cambió Campo de Ourique, el barrio de su juventud, por Sintra, donde se fue a vivir, tuvo cinco hijos y produjo lo más relevante de su obra.
Se entregó a la poesía a los quince años, con trabajos publicados en periódicos y revistas nacionales del entonces Ultramar portugués. Ganó premios juveniles, en esa época bajo la firma de Ana Arles, su primer seudónimo. Sin embargo, fue a los veinte años cuando confirió a su trabajo el rumbo y la intensidad que caracterizó su obra poética.

## Composición escrita
Premio del Concurso de Manuscritos de Poesía de 1969, por su primer libro, Momento en Vivo (Panorama Editorial, 1970) es la palabra entre lo extraño y lo irreparable.
En Los Ojos de la Aurora (Editores Arbusto, 2010), su última obra, es ya la soledad con cuerpo y alma, tejida por las pérdidas y ausencias, y por la saudade, tal vez el sentimiento más recurrente de su lirismo, una filigrana de las emociones, tanto de la aceptación como del inconformismo.